# Agathia asterias
Agathia asterias là một loài bướm đêm trong họ Geometridae.